# Sesostris insulanus
Sesostris insulanus is een hooiwagen uit de familie Assamiidae.